# Máquina de producir papel

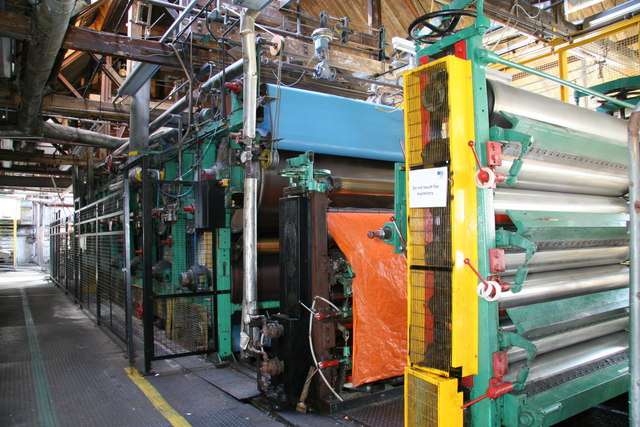
Una máquina de Fourdrinier para producir papel

Una máquina de producir papel (o máquina para fabricar papel) es un dispositivo mecánico que se utiliza en la industria papelera
para generar papel a alta velocidad y en grandes cantidades. Las modernas máquinas de fabricación de papel se basan en los principios de la máquina de Fourdrinier, que utiliza un tamiz tejido en movimiento para crear una lámina continua de papel al filtrar las fibras contenidas en la pasta de papel y producir una tira que la propia máquina somete a secado para producir una banda de papel resistente.
El proceso básico es una versión industrializada del proceso histórico de fabricación manual de papel, que no podía satisfacer las demandas de la sociedad moderna en desarrollo de grandes cantidades de papel para la impresión y la escritura. La primera máquina de papel moderna fue inventada por Louis-Nicolas Robert en Francia en 1799, y Henry y Sealy Fourdrinier patentaron una versión mejorada en Gran Bretaña en 1806.
El mismo proceso se usa para producir cartón en máquinas adaptadas para este propósito.

## Secciones del proceso de fabricación
Las máquinas de fabricar papel suelen tener al menos cinco secciones operativas distintas:
- Sección de formación, comúnmente llamado extremo húmedo, donde se encuentra una malla de alambre giratoria continua que elimina el agua del papel succionándola de la suspensión mediante vacío.
- Sección de prensado, donde la tela de fibra húmeda pasa entre grandes rollos cargados a alta presión para exprimir la mayor cantidad de agua posible.
- Sección de secado, donde la hoja prensada pasa parcialmente alrededor, en forma de serpentina, una serie de cilindros de secado calentados por vapor. El secado elimina el contenido de agua hasta un nivel de alrededor del 6%, donde permanecerá en las condiciones atmosféricas interiores típicas. Los secadores de infrarrojos también se utilizan para complementar el secado de cilindros donde sea necesario.
- Sección de lustrado, donde al papel semiseco se le aplica una capa delgada de almidón y/u otros productos químicos para mejorar varias propiedades del papel, reducir la formación de polvo, reducir la permeabilidad al aire, y aumentar la rigidez y la resistencia a la rotura.
- Sección de alisado, donde el papel seco se alisa bajo alta carga y presión. Solo se necesita un "punto de contacto" (donde la hoja se presiona entre dos rollos) para sujetar la hoja, que se contrae a través de la sección de secado y se mantiene en tensión entre la sección de prensa (o la pila de trituradores, si se usa) y la calandra. Los pellizcos adicionales dan más suavidad, pero a expensas de la resistencia del papel.
- Sección de enrollado, donde el papel que sale de la máquina se enrolla en bobinas individuales para su posterior procesamiento.

También puede haber una sección de revestimiento para modificar las características de la superficie con tratamientos superficiales como el caolín.

## Historia
Antes de la invención de la fabricación de papel continua, el papel se fabricaba en hojas individuales removiendo un recipiente de pulpa y vertiéndola en un tamiz de tela llamado molde de hojas o sumergiendo y levantando el molde de hojas de la tina. Mientras todavía estaba la pulpa de papel sobre la tela del molde de láminas, el material húmedo era prensado para eliminar el exceso de agua. A continuación, se separaba del molde la hoja prensada para colgarla de una cuerda o varilla de madera con el fin de que se secara al aire.

### Máquina de Fourdrinier

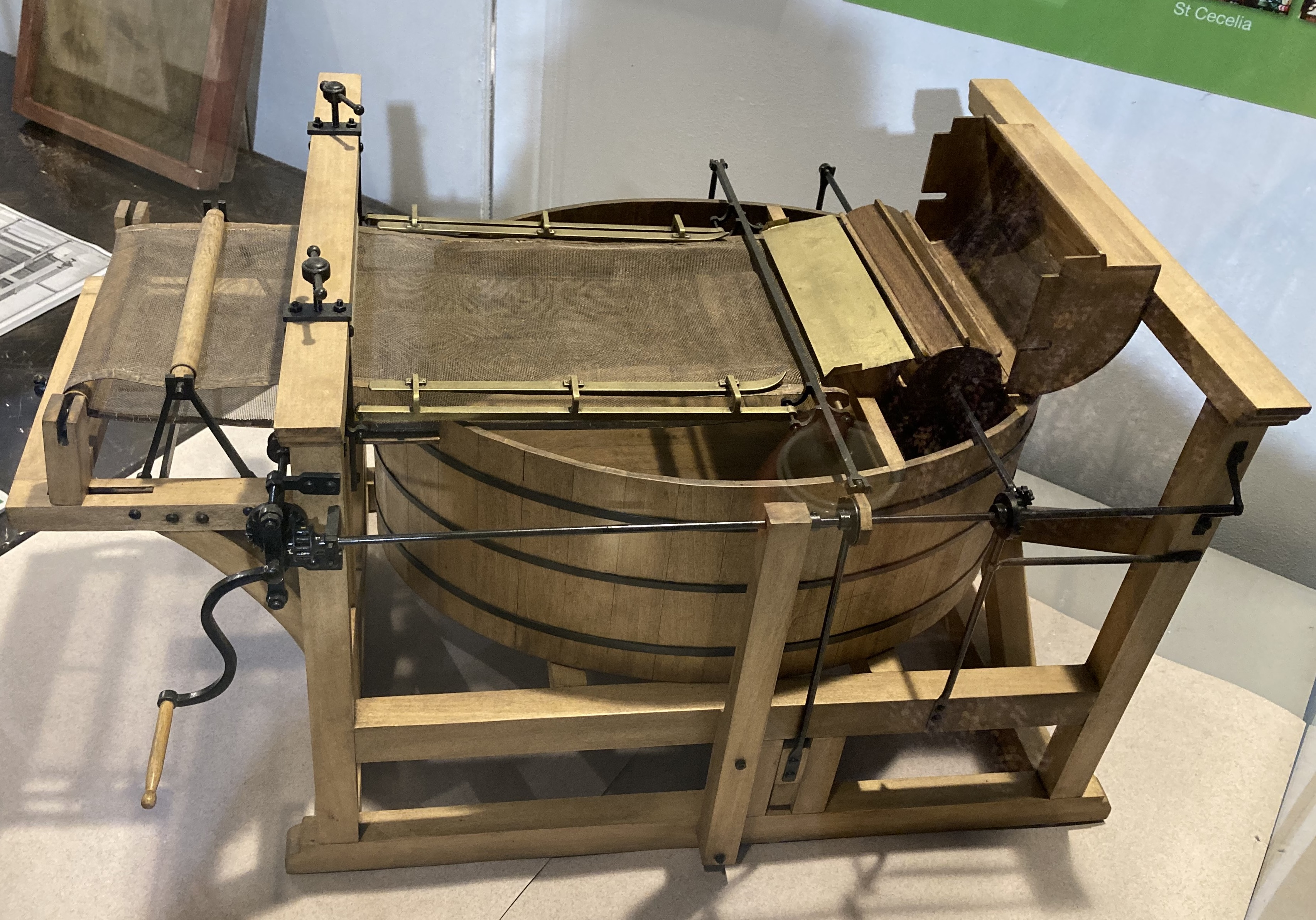
Una antigua máquina de Fourdrinier de producción continua de papel conservada en los talleres de Frogmore Paper Mill

En 1799, Louis-Nicolas Robert de Corbeil-Essonnes, Francia, recibió una patente para una máquina de fabricación de papel continuo. En ese momento, Robert trabajaba para Saint-Léger Didot, lo que causó el inicio de un pleito por la propiedad del invento. Didot creía que Inglaterra era un lugar mejor para desarrollar la máquina, pero debido a las turbulencias de la revolución francesa no podía viajar allí, por lo que envió en su lugar a su cuñado, John Gamble, un inglés que vivía en París. A través de una cadena de conocidos, Gamble se puso en contacto con los hermanos Sealy y Henry Fourdrinier, que tenían un negocio de papelería en Londres, quienes aceptaron financiar el proyecto. A Gamble se le otorgó la patente británica 2487 el 20 de octubre de 1801. La máquina de Fourdrinier usaba una tela especialmente tejida dispuesta en un tamiz sobre una cinta transportadora (conocida como "alambre", ya que al principio estaba formada por una malla de finos alambres de bronce) en la sección de formación, donde una suspensión de fibra (generalmente madera u otras fibras vegetales) se drenaba para crear una lámina continua de papel. La sección de tamizado original de Fourdrinier utilizaba un área de drenaje horizontal, denominada mesa de drenaje.
Con la ayuda de Bryan Donkin, un mecánico hábil e ingenioso, en 1803 se instaló una versión mejorada del original de Robert en los talleres de Frogmore Paper Mill, Apsley (Hertfordshire), seguida de otra en 1804, y de una tercera máquina en el propio molino de Fourdrinier en Two Waters. Los Fourdrinier también compraron un molino en Saint Neots con la intención de instalar dos máquinas allí, y el proceso y las máquinas continuaron desarrollándose.
A Thomas Gilpin se le atribuye con mayor frecuencia la creación de la primera máquina de fabricación de papel tipo cilindro de los Estados Unidos en Brandywine Creek, Delaware en 1817. Esta máquina también se desarrolló en Inglaterra, pero era una máquina de moldes de cilindros. La máquina de Fourdrinier no se introdujo en Estados Unidos hasta 1827.

### Diseños similares
Los registros muestran que Charles Kinsey de Paterson (Nueva Jersey) ya había patentado una máquina de fabricación de papel de proceso continuo en 1807. La máquina de Kinsey fue construida localmente por Daniel Sawn, y ya en 1809 la máquina de Kinsey estaba fabricando papel con éxito en Essex Mill, en Paterson. Las tensiones financieras y las oportunidades potenciales creadas por el Embargo de 1807 finalmente persuadieron a Kinsey y a sus patrocinadores de que debían cambiar el enfoque de la fábrica de papel para dedicarla a la producción de hilaturas de algodón y los primeros éxitos de Kinsey en la fabricación de papel pronto fueron pasados por alto y olvidados.
La patente de Gilpin de 1817 era similar a la de Kinsey, al igual que la patente de John Ames de 1822. De hecho, la patente de Ames fue impugnada por sus competidores, afirmando que Kinsey era el inventor original y que Ames había estado robando las ideas de otras personas, siendo la evidencia de esta acusación que había empleado a Daniel Sawn para trabajar en su máquina.

### Invenciones relacionadas
El método de producción continua introducido por la máquina de papel influyó en el desarrollo del laminado continuo del hierro y luego del acero y de otros procesos industriales.

## Tipos de pulpa y sus preparaciones
Las fibras vegetales utilizadas para preparar la pulpa se componen principalmente de celulosa y hemicelulosa, que tienen tendencia a formar enlaces moleculares entre las fibras en presencia de agua. Después de que el agua se evapora, las fibras permanecen unidas. No es necesario agregar aglutinantes adicionales para la mayoría de los grados de papel, aunque se pueden agregar aditivos tanto en húmedo como en seco para incrementar su resistencia.
Los trapos de algodón y lino eran la principal fuente de pulpa para papel antes que se generalizara el uso de la pulpa de madera. Hoy casi toda la pulpa es de fibra de madera. La fibra de algodón se usa en calidades especiales, generalmente en papel de impresión para documentos importantes o papel moneda.
En general, el origen de los trapos era el subproducto de otras manufacturas, como fragmentos de mezclilla o cortes de guantes. Las fibras de la ropa de algodón provenían de los capullos de las flores de la planta del algodón, cuyas fibras pueden variar de 3 a 7 cm de longitud. La lejía y otros productos químicos eliminan el color de los trozos de tela en un proceso de cocción, generalmente con vapor. Los fragmentos de tela se desmenuzan mecánicamente para liberar sus fibras, y las fibras se acortan a una longitud apropiada para fabricar papel con un proceso de corte. Los trapos y el agua se vierten en un canal que forma un circuito cerrado. Un cilindro con bordes cortantes, o cuchillas, y un lecho de cuchillas forman parte del bucle. El cilindro giratorio empuja el contenido del canal repetidamente. A medida que desciende lentamente durante un período de horas, rompe los trapos en fibras y corta las fibras a la longitud deseada. El proceso de corte termina cuando la mezcla ha pasado suficientes veces por el cilindro en el espacio libre final entre las cuchillas del cilindro y del soporte.
Otra fuente de fibra de algodón proviene del proceso del desmotado de las semillas, que están rodeadas de fibras (conocidas como hilas por su corta longitud y semejanza a la pelusa) demasiado cortas para su uso en las hilaturas. La borra extraída de las semillas de algodón necesitan tan solo un primer y segundo proceso de corte, que son más largos.
Las dos clasificaciones principales de la pulpa de celulosa son pulpa química y pulpa mecánica. Las pulpas químicas empleaban anteriormente un proceso de sulfito, pero ahora predomina el proceso Kraft. La pulpa Kraft tiene una resistencia superior a las pulpas mecánicas y a las generadas con sulfito, y los productos químicos usados son más fáciles de recuperar y regenerar. Tanto las pulpas químicas como las pulpas mecánicas se pueden blanquear hasta obtener un alto brillo.
El pulpado químico disuelve la lignina que une las fibras entre sí y une al núcleo de la fibra las fibrillas externas que componen las fibras individuales. La lignina, como la mayoría de las otras sustancias que pueden separar las fibras entre sí, actúa como un agente desligante, lo que reduce la resistencia. La fuerza también depende de mantener largas cadenas de moléculas de celulosa. El proceso Kraft, debido a los compuestos alcalinos y sulfurosos utilizados, tiende a minimizar el ataque a la celulosa y a la hemicelulosa no cristalina, lo que favorece la unión, al tiempo que disuelve la lignina. Los procesos de pulpado ácido acortan las cadenas de celulosa.
La pulpa Kraft produce cartón de revestimiento de superior calidad y excelentes papeles para impresión y escritura.
La madera molida (serrín), el principal ingrediente utilizado en el papel prensa y un componente principal de los papeles de revistas (publicaciones estucadas), es literalmente madera molida producida por un molino. Por lo tanto, contiene mucha lignina, lo que reduce su resistencia. La molienda produce fibras muy cortas que drenan lentamente.
Por su parte, la pulpa termomecánica (TMP) es una variación de la madera molida en la que las fibras se separan mecánicamente a temperaturas lo suficientemente altas como para ablandar la lignina.
Entre las pulpas químicas y mecánicas existen pulpas semiquímicas que utilizan un tratamiento químico suave seguido de refinado. La pulpa semiquímica se usa a menudo para el papel corrugado del interior de los cartones.
Los fardos de papel reciclado (normalmente cartonajes corrugados viejos) para materiales de embalaje sin blanquear (marrones) pueden simplemente despulparse, tamizarse y limpiarse. El reciclaje para hacer papeles blancos generalmente se realiza en una planta de destintado, que emplea cribado, limpieza, lavado, blanqueo y flotación. Esta pulpa se utiliza en papeles para imprimir y escribir y en tisúes, servilletas y papel absorbente. A menudo se mezcla con pulpa virgen.
En las plantas integradas de pulpa y papel, la pulpa generalmente se almacena en torres de alta densidad antes de ser bombeada para preparar la pasta de papel. Las plantas no integradas utilizan pulpa seca o pulpa húmeda (prensada), generalmente recibida en pacas. Los fardos de pulpa se trituran en una máquina diseñada al efecto.

## Preparación (pulpa)
La preparación del material previamente almacenado es el área donde la pulpa suele refinarse, mezclarse en la proporción apropiada de madera dura, madera blanda o fibra reciclada, y diluido a la consistencia más uniforme y constante posible. Se controla el pH y se agregan varios aditivos, como agentes blanqueadores, y sustancias para mejorar su apresto y resistencia en mojado o en seco si fuera necesario. También se añaden materiales de relleno adicionales como arcilla, carbonato de calcio y óxido de titanio(IV) que aumentan la opacidad del papel, para impedir que la impresión en el reverso de una hoja no se vea desde el anverso. Los materiales de relleno también mejoran la calidad de impresión.
La pulpa se bombea a través de una secuencia de tanques que comúnmente se denominan "cofres", que pueden ser redondos o más comúnmente rectangulares. Históricamente, se fabricaban con hormigón armado especial revestido con baldosas de cerámica, pero también se utilizaban aceros dulces e inoxidables. Debido a que la fibra y los materiales de relleno son más densos que el agua y tienden a asentarse rápidamente, y a que también las fibras se atraen para formar grumos llamados flóculos, las pulpas de baja consistencia se mantienen agitadas en estos cofres mediante agitadores tipo hélice situados cerca del punto de succión de la bomba en el fondo del cofre.
En el siguiente proceso, los diferentes tipos de pulpa, si se usan, normalmente se tratan en líneas de proceso separadas pero similares hasta que se combinan en un depósito de mezclado:
Desde el almacenamiento de alta densidad o desde el granizador/despulpador, la pulpa se bombea a un depósito (tanque) de almacenamiento de baja densidad. A partir de ahí, normalmente se diluye hasta aproximadamente un 4 % de consistencia antes de ser bombeado sin refinar a un depósito de almacenamiento. Desde allí se bombea nuevamente material, controlando su consistencia, a través de un refinador. La refinación es una operación mediante la que la pulpa pasa entre un par de discos, uno de los cuales está estacionario y el otro rota a velocidades típicas de 1000 o 1200 RPM (para motores eléctricos alimentados con corriente alterna de 50 y 60 Hz respectivamente). Los discos tienen barras levantadas en sus caras y pasan entre sí con una holgura estrecha. Esta acción desenreda la capa externa de las fibras, lo que hace que las fibrillas de las fibras se desprendan parcialmente y se desplieguen hacia afuera, lo que aumenta el área superficial para promover las uniones entre fibras. El refinado aumenta así la resistencia a la tracción. Por ejemplo, el papel tisú está relativamente sin refinar, mientras que el papel de embalaje está más refinado. La pulpa una vez refinada se dirige a un segundo depósito, o directamente al depósito de mezcla si se usa como tal.
Las fibras de madera dura suelen tener 1 mm de largo y un diámetro más pequeño que los 4 mm de largo típicos de las fibras de madera blanda. El refinado puede hacer que el tubo de fibra de madera blanda se colapse, dando como resultado propiedades indeseables en la lámina.
Desde el depósito de material refinado, o desde el depósito de mezclado, se controla nuevamente la consistencia del material a medida que se bombea al depósito de la máquina. Se puede refinar o se pueden agregar aditivos en el camino al depósito de la máquina.
El depósito de la máquina es básicamente un recipiente de almacenamiento que tiene una capacidad para aproximadamente 15 minutos de funcionamiento. Este tiempo es suficiente para permitir que cualquier variación en la consistencia del material recibido sea nivelada por la acción de la válvula de peso base que recibe retroalimentación del escáner de medición de peso base en línea. (Nota: muchas máquinas de papel controlan por error la consistencia que sale de la caja de la máquina, lo que interfiere con el control del peso base).

## Operación
Hay cuatro secciones principales en las máquinas de producir papel. En la sección de formación se deposita la pulpa sobre un tamiz continuo de hilos de alambre. En la sección de prensado, se elimina gran parte del agua restante a través de un sistema de aplastado formado por rodillos que presionan entre sí ayudados por elementos de fieltro que soportan la lámina y absorben el agua prensada. La sección de secado de la máquina de papel, como sugiere su nombre, seca el papel por medio de una serie de cilindros calentados internamente con vapor que permiten evaporar la humedad del papel. Finalmente, las calandrias se utilizan para hacer que la superficie del papel sea más suave y brillante, utilizando normalmente una serie de rodillos que se colocan verticalmente formando una "pila".

Diagrama que muestra las secciones de la máquina de Fourdrinier

### Sección de formación o extremo húmedo

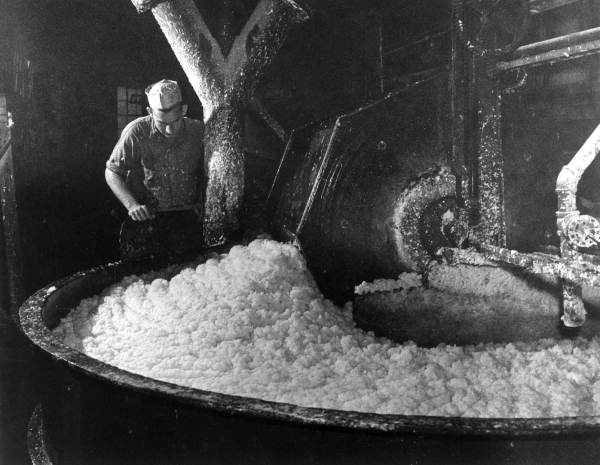
Un trabajador inspeccionando pulpa de madera húmeda y blanqueada en una antiguo agitador de pulpa Hollander o "batidora"

Desde el depósito de la máquina, el material se bombea a un tanque de cabecera, cuyo propósito es mantener una presión constante en la pulpa de fibra o "material" a medida que se va procesando, que se alimenta mediante la válvula de peso base. Este tanque también permite que escapen las burbujas de aire ocluidas en la pulpa. La consistencia de la suspensión de pulpa en el tanque es del orden del 3%. El flujo se produce por gravedad y está controlado por la válvula de peso base en su camino hacia la bomba de succión, donde se inyecta en el flujo principal de agua. El flujo principal de agua bombeada proviene de un depósito de agua blanca que recoge toda el agua drenada de la sección de formación de la máquina de papel para reciclarla. Antes de que se introduzca la corriente de fibra en el tanque de alimentación, el agua blanca tiene un contenido de fibra muy bajo, y es constantemente recirculada a través del tanque de entrada y recuperada del foso situado bajo la criba y de varios otros depósitos que reciben el agua drenada procedente del proceso de succión y de los rodillos que desecan la lámina húmeda. De camino al tanque de entrada, la pulpa puede pasar a través de limpiadores centrífugos, que eliminan los contaminantes pesados como la arena, y tamices, que rompen los grumos de fibras y eliminan impurezas de gran tamaño. El sistema de bombeo finalmente alimenta la caja de entrada, independientemente de que haya o no limpiadores centrífugos o mallas.
El propósito del tanque de entrada es crear turbulencias en la mezcla para evitar que las fibras se aglutinen y distribuir uniformemente la lechada a lo ancho de los alambres del tamiz. Las fibras de madera tienen tendencia a atraerse entre sí, formando grumos (el efecto se denomina floculación). La floculación se reduce disminuyendo la consistencia y/o agitando la suspensión; sin embargo, la defloculación se vuelve muy difícil con una consistencia muy superior al 0,5%. Minimizar el grado de floculación cuando se forma es importante para no alterar las propiedades físicas del papel.
La consistencia en el tanque de entrada suele ser inferior al 0,4 % para la mayoría de los grados de papel, y las fibras más largas requieren una consistencia más baja que las fibras cortas. Una mayor consistencia hace que más fibras se orienten en la dirección z, mientras que una menor consistencia promueve la orientación de las fibras en la dirección x-y. Una mayor consistencia promueve un mayor calibre (espesor) y rigidez, una menor consistencia promueve una mayor resistencia a la tracción y algunas otras propiedades de resistencia y también mejora la uniformidad. Muchas propiedades de la hoja continúan mejorando hasta una consistencia por debajo del 0,1 %; sin embargo, esta es una cantidad de agua poco práctica de manejar. La mayoría de las máquinas de papel funcionan con una consistencia del tanque de entrada más alta que la óptima porque se han acelerado con el tiempo si no se mantienen adecuadamente el sistema de bombeo y el tanque de entrada. También existe una reducción de los altos costos de bombeo al utilizar una consistencia más baja.
La suspensión madre, a menudo llamada "agua blanca" en este punto, sale del tanque de entrada a través de una abertura rectangular de altura ajustable y es presurizada para ser depositada suavemente sobre los alambres del tamiz continuo en movimiento a una velocidad típicamente superior o inferior en un 3% a la velocidad del tamiz, denominándose el exceso o el defecto "aceleración" o "arrastre" respectivamente. Un exceso de "aceleración" o "arrastre" provoca una mayor orientación de las fibras en la dirección de la máquina y da diferentes propiedades físicas en las direcciones transversal y la de desplazamiento del tamiz de la máquina; sin embargo, este fenómeno no es completamente evitable en las máquinas de Fourdrinier.
En máquinas de menor velocidad a 700 pies por minuto (3,6 m/s), la gravedad y la altura del material en el depósito de entrada crean suficiente presión para formar el chorro a través de la abertura rectangular. La velocidad del flujo en comparación con la velocidad de a la que circulan los alambres del tamiz se conoce como "proporción flujo-alambre". Cuando la relación flujo-alambre es inferior a la unidad, las fibras del material se estiran en la dirección de la máquina. En máquinas más lentas en las que queda suficiente líquido en el material antes de drenarlo, el alambre puede moverse de un lado a otro con un proceso conocido como "sacudida". Esto proporciona cierta medida de distribución aleatoria de la dirección de las fibras y da a la hoja una resistencia más uniforme tanto en la dirección de la máquina como en la transversal. En máquinas rápidas, el material no permanece en el alambre en forma líquida el tiempo suficiente y las fibras largas se alinean con la máquina. Cuando la relación flujo-alambre excede la unidad, las fibras tienden a acumularse en grumos. La variación resultante en la densidad del papel proporciona el aspecto de papel antiguo o pergamino.
Dos grandes cilindros suelen formar los extremos de la sección de drenaje, que se denomina mesa de drenaje. Uno está ubicado por debajo del tanque de flujo, y el chorro de pasta apunta para depositarse sobre él aproximadamente en el centro de su parte superior. En el otro extremo de la mesa de drenaje se encuentra el rodillo de succión. El cilindro de asiento es una cubierta hueca, perforada con muchos miles de orificios espaciados con precisión de aproximadamente 4 a 5 mm de diámetro, que gira sobre un depósito de succión estacionario, normalmente colocado en el centro de la parte superior o girada justo hacia abajo de la máquina. Se aplica vacío en el depósito de succión, que extrae el agua de la pulpa. Desde el rodillo de succión, la lámina pasa a la sección de prensado.
Por debajo del rodillo de succión, se encuentra el rodillo de retorno del tamiz continuo, que tira de la banda del citado tamiz continuo para impulsarlo. Este rodillo giratorio tiene un ángulo de arrollamiento considerable, con el fin de sujetar con firmeza la malla de alambre del tamiz.

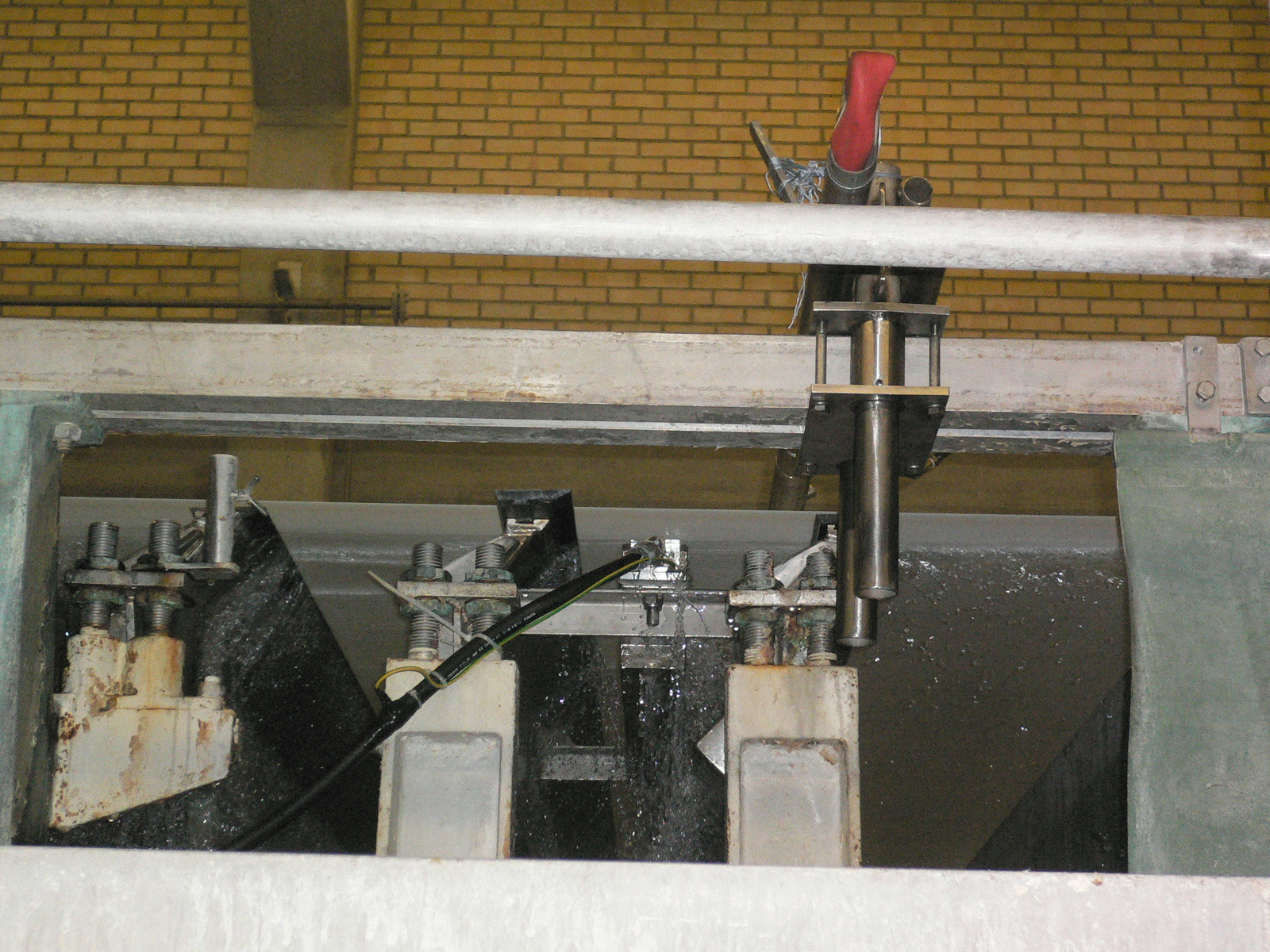
Lámina ultrasónica instalada debajo del tamiz en una máquina de producir papel

Sosteniendo la lámina en el área de la mesa de drenaje hay una serie de elementos de secado, que contribuyen a disgregar los flóculos de la lámina. En las máquinas de baja velocidad, estos elementos son principalmente "roldillos de mesa". A medida que aumenta la velocidad, aumenta la succión desarrollada en el punto de contacto de un rodillo de mesa de secado y, a una velocidad lo suficientemente alta, la lámina puede romperse tras salir del área de succión, de forma que el material se separa de la cinta de transporte, interrumpiendo el proceso. Para evitar este drenaje excesivo se utilizan unas láminas que suelen estar inclinadas entre cero y dos o tres grados y dan una impulsión más suave. Cuando se usan rodillos y láminas de secado, los rodillos se disponen cerca del tanque de entrada y las láminas situadas más adelante. También se pueden usar láminas ultrasónicas, que crean millones de pulsos de presión a partir de la implosión de las burbujas formadas por cavitación que mantienen las fibras separadas, dándoles una distribución más uniforme.
Al acercarse a la línea seca en la mesa, se ubican cajas de bajo vacío que se drenan mediante un condensador de humedad bajo la presión de la gravedad. Tras la línea seca se encuentran las cajas de aspiración con vacío aplicado. Las cajas de succión se extienden hasta la zona de asiento de la banda de papel, donde la consistencia de la hoja debe ser de alrededor del 25%.

### Variaciones de la sección de formado de la máquina de Fourdrinier
El tipo de sección de formación generalmente se basa en el grado de papel o cartón que se produce; sin embargo, muchas máquinas antiguas utilizan un diseño simplificado, aunque se pueden actualizar para incluir secciones de formación más adecuadas.
Se puede agregar una segunda caja de entrada a una máquina de Fourdrinier convencional para superponer una mezcla de fibras diferente encima de una capa base. Una "caja de entrada secundaria" normalmente se ubica en un punto donde la lámina base se drena por completo. Esto no se considera una capa separada porque la acción del agua hace un buen trabajo al entremezclar las fibras de las capas superior e inferior. Las cajas de entrada secundarias son comunes en el cartón de revestimiento.
Una modificación a la mesa básica de Fourdrinier mediante la adición de una segunda línea de arrastre en la parte superior de la mesa de drenaje se conoce como formador de arrastre superior. Las cintas inferior y superior convergen y algo de drenaje sube a través de la cinta superior. La cinta superior mejora el proceso de formación y también proporciona un drenaje más efectivo, lo que es útil para las máquinas que se han acelerado.
La máquina de cinta doble o formadora de huecos utiliza dos cintas verticales en la sección de formación, lo que aumenta la tasa de deshidratación de la suspensión de fibra al mismo tiempo que proporciona uniformidad en los dos lados.
También hay máquinas con secciones completas de Fourdrinier montadas sobre una máquina de Fourdrinier tradicional. Esto permite fabricar papel multicapa con características especiales. Se denominan máquinas de Fourdrinier superiores, y fabrican papel multicapa o cartón. Comúnmente, esto se usa para hacer una capa superior de fibra blanqueada para cubrir una capa sin blanquear.
Otro tipo de sección de formación es la máquina de moldes cilíndricos inventada por John Dickinson en 1809, originalmente como competidora de la máquina de Fourdrinier. Esta máquina utiliza un cilindro giratorio cubierto de malla parcialmente sumergido en un tanque de suspensión de fibra en el extremo húmedo para formar un papel con una distribución más aleatoria de las fibras de celulosa. Las máquinas cilíndricas pueden formar una lámina con mayor consistencia, lo que da una orientación de fibra más tridimensional que las consistencias más bajas de las máquinas de arrastre, lo que da como resultado un mayor calibre (espesor) y más rigidez en la dirección de la máquina, lo que es útil en envases de alimentos como cajas de cereal y otras cajas como detergente en polvo para ropa.
Las máquinas de papel tisú generalmente forman el papel entre una cinta y una tela especial (fieltro) a medida que se envuelven alrededor de un rollo de formación. La lámina se presiona desde el fieltro directamente sobre un secador de gran diámetro. El papel se adhiere a la secadora y se despega con una cuchilla raspadora. Las máquinas de papel tisú funcionan a velocidades de hasta 2000 m/min.

### Sección de prensado

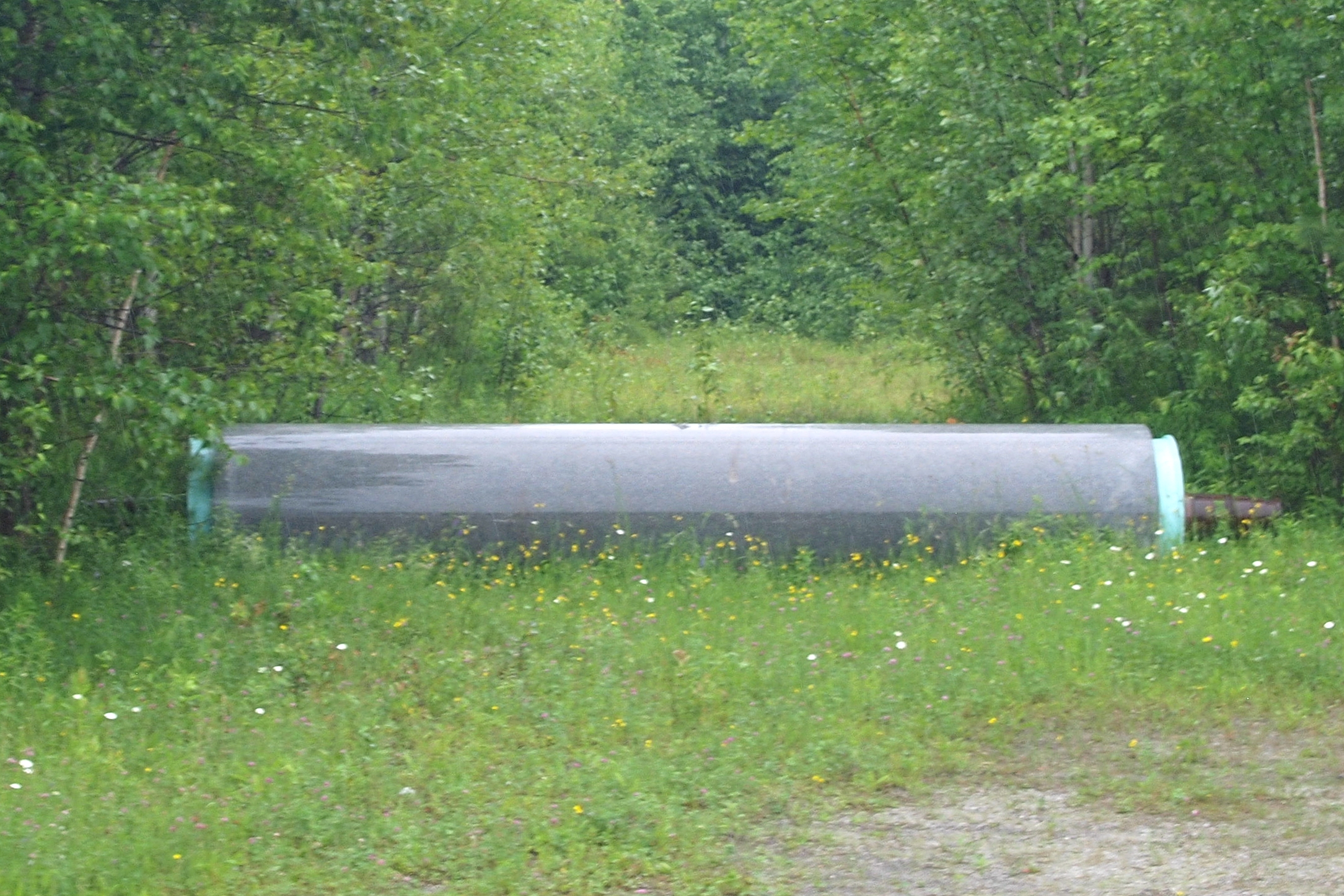
Rodillo de prensado de granito en una cantera

La segunda sección de la máquina de papel es la sección de prensado, que elimina gran parte del agua restante a través de un sistema de compresión formado por rodillos que se presionan entre sí ayudados por prensas de fieltro que sostienen la hoja y absorben el agua prensada. La consistencia de la banda de papel que sale de la sección de la prensa puede ser superior al 40 %.
El prensado es el método más eficiente para deshidratar la lámina de papel, ya que solo se requiere acción mecánica. Históricamente, los fieltros de prensa estaban hechos de lana. Sin embargo, hoy en día son casi 100% sintéticos, hechos a base de un tejido de poliamida con guata gruesa aplicada en un diseño específico para maximizar la absorción de agua.
Las prensas pueden ser de fieltro simple o doble. Una prensa sencilla tiene un fieltro en un lado y un rodillo suave en el otro. Una prensa de doble fieltro tiene ambos lados de la hoja en contacto con un fieltro. Los rodillos de fieltro simples son útiles cuando se acoplan contra un rollo suave (generalmente en la posición superior), lo que hace que el lado superior del papel parezca más suave que el inferior. Los rodillos de doble fieltro generan aspereza en ambos lados de la hoja, y se emplean en la primera sección de prensado del cartonaje pesado.
Los rodillos de presión simples pueden ser rodillos con superficie ranurada o perforaciones ciegas. Los rodillos de presión más avanzados son los rodillos de succión, que disponen de una carcasa perforada y tapa. La carcasa hecha de material metálico, como el acero inoxidable o el bronce, está cubierta con caucho o un material sintético. Tanto la carcasa como la cubierta están perforadas en toda su superficie. Una caja de succión estacionaria está instalada en el núcleo del rodillo de succión. Los rollos lisos generalmente están hechos de granito. Los rollos de granito pueden tener hasta 30 pies (9,1 m) de largo y 6 pies (1,8 m) de diámetro.
Las prensas de rodillos convencionales están configuradas con uno de los rodillos de presión en una posición fija, con un rodillo de acoplamiento cargado contra este rodillo fijo. Los fieltros pasan por los puntos de contacto de los rodillos de prensa y continúan alrededor de un recorrido de fieltro, que normalmente consta de varios rodillos. Durante el tiempo de permanencia en la zona de contacto, la humedad de la hoja se transfiere al fieltro de la prensa. Cuando el fieltro de prensa sale del punto de contacto y continúa, una caja de vacío (normalmente a -60 kPa) produce un efecto de succión sobre el fieltro para secarlo, de modo que cuando regrese al punto de contacto en el próximo ciclo, no añada humedad a la hoja.
Algunos grados de papel usan rodillos de succión que emplean el vacío para transferir la hoja desde la mesa hasta un fieltro de entrada en la primera prensa o entre las secciones de la prensa. Las prensas de rodillos recogedores normalmente tienen una caja de vacío que tiene dos zonas de vacío (bajo vacío y alto vacío). Estos rodillos tienen una gran cantidad de orificios perforados en la cubierta para permitir el flujo del aire de secado. La zona de bajo vacío recoge la hoja y la transfiere, mientras que la zona de alto vacío intenta eliminar la humedad. Desafortunadamente, a una velocidad lo suficientemente alta, la fuerza centrífuga arroja parte del agua aspirada, lo que la hace menos efectiva para la deshidratación. Las prensas verticales también tienen tiras de fieltro estándar, pero el diseño de la prensa de recolección es bastante diferente, ya que el movimiento del aire es importante para los procesos de sujeción y deshidratación de la hoja.
Los rodillos controlados por corona suelen ser dispositivos conformados por la prensa. Poseen cilindros hidráulicos en los rodillos de prensado que aseguran que no se comben. Para ello, los cilindros se conectan a una zapata o varias zapatas para mantener plana la directriz superior del rodillo, con el fin de contrarrestar la "curvatura" natural en la forma del rodillo debido a la aplicación de carga en los bordes.
Las prensas de pinzado extendido son una alternativa relativamente moderna a las prensas de rodillos convencionales. El rodillo superior suele ser un rodillo estándar, mientras que el rodillo inferior es en realidad un rodillo controlado por corona grande con una zapata extendida curvada con la forma del rodillo superior, rodeada por una correa de goma giratoria en lugar de una cubierta de rodillo estándar. Su propósito es prolongar el tiempo de permanencia de la lámina entre los dos rodillos, maximizando así la deshidratación. En comparación con una prensa de rodillos estándar que logra hasta un 35 % de fracción sólida después del prensado, una prensa de pinzado extendido aumenta este porcentaje hasta un 45 % y más, lo que genera ahorros significativos de vapor o aumentos de velocidad. Estas prensas densifican la lámina, aumentando así la resistencia a la tracción y mejorando algunas otras propiedades físicas.

### Sección de secado

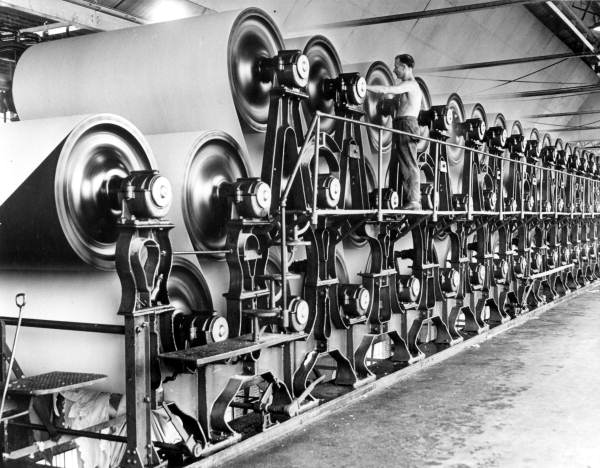
Sección de secado de una antigua máquina de fabricación de papel tipo Fourdrinier. Estas secadoras estrechas y de pequeño diámetro no están cubiertas por una campana. La foto data de antes de la década de 1970

La sección de secado de una máquina de producir papel, como sugiere su nombre, seca el papel por medio de una serie de cilindros calentados internamente con vapor de agua que producen la evaporación de la humedad. Las presiones de vapor pueden variar hasta 160 psig (libras por pulgada cuadrada sobre la presión atmosférica). El vapor entra por el extremo del cabezal de la secadora (tapa del cilindro) a través de una junta de vapor y el condensado sale por un sifón que va desde la carcasa interna hasta un tubo central. Desde el tubo central, el condensado sale a través de una junta en el cabezal de la secadora. Las máquinas anchas requieren múltiples sifones. En máquinas más rápidas, la fuerza centrífuga mantiene la capa de condensado inmóvil contra la carcasa y las barras generadoras de turbulencia se utilizan normalmente para agitar la capa de condensado y mejorar la transferencia de calor.
La lámina de papel generalmente se sujeta contra las secadoras mediante bucles largos de fieltro en la parte superior e inferior de cada sección de la secadora. Los fieltros están hechos de hilo grueso y tienen un tejido muy abierto a través del que casi se puede ver, y mejoran en gran medida la transferencia de calor. Es común tener la primera sección inferior de la secadora sin fieltro para diriger al suelo los restos de la hoja cuando se rompe o al enhebrarla.
Las secadoras de papel normalmente se organizan en grupos llamados "secciones" para que puedan funcionar a una velocidad progresivamente ligeramente más lenta para compensar el encogimiento de la hoja a medida que se seca el papel. Algunos grados de papel también pueden estirarse a medida que pasan por la máquina, lo que requiere aumentar la velocidad entre las secciones.
Las secciones de secado suelen estar cerradas para conservar el calor. Normalmente se suministra aire caliente a las zonas embolsadas donde la hoja deja de tener contacto con los secadores, lo que aumenta la velocidad de secado. Los tubos de ventilación de estas zonas tienen ranuras en toda su longitud orientadas hacia la bolsa. Las campanas de la secadora por lo general se ventilan con una serie de extractores montados en el techo que descienden hasta alcanzar los puntos de evacuación de aire.

### Sección de lustrado
Se pueden agregar agentes de apresto adicionales (como resina, distintos adhesivos o almidón), con el fin de modificar sus características. Esto mejora la resistencia al agua del papel, disminuye su capacidad de formación de pelusa, reduce la abrasividad y mejora sus propiedades de impresión y la fuerza de unión de la superficie. Los tratamientos de apresto se pueden aplicar en húmedo (apresto interno) o en seco (apresto superficial), o ambos. En el extremo seco, el apresto generalmente se aplica con una "prensa de apresto", que puede ser un aplicador con forma de rodillo (con el punto de contacto impregnado) o un aplicador de boquilla. Por lo general, se coloca antes de la última sección de secado. Algunas máquinas de papel también aplican un recubrimiento de material de relleno, como carbonato de calcio o caolinita, generalmente suspendido en un aglutinante de almidón cocido y látex (caucho estireno-butadieno), lo que produce una superficie muy lisa y brillante con características muy adecuadas para la impresión.

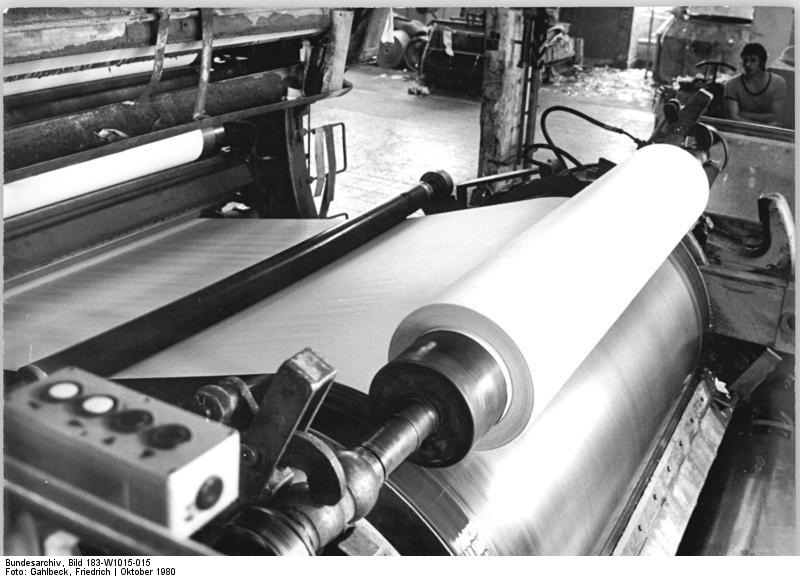
El papel que sale de la máquina se enrolla en una bobina para su posterior procesamiento

### Sección de alisado
Un calandria es una máquina que consta de dos o más rodillos, donde se aplica presión al papel que pasa a través de ellos. Se utilizan para hacer que la superficie del papel sea más suave y brillante. También le da un espesor más uniforme. La presión aplicada por los rodillos determina el acabado del papel.

### Sección de enrollado
Después del calandrado, la lámina de papel tiene un contenido de humedad de alrededor del 6 % (dependiendo del acabado). El papel se enrolla en carretes de metal usando un gran cilindro, que mantiene una tensión constante entre la máquina y el carrete, lo que permite que la fricción resultante lo haga girar. El papel pasa por la parte superior del tambor y se enrolla sobre él para crear un "rollo maestro".
Para poder mantener la máquina de papel funcionando de manera continua, los carretes se tienen que poder cambiar rápidamente, sustituyendo un rollo terminado por un nuevo carrete vacío sin detener el flujo de papel. Para lograr esto, cada sección de enrollado debe tener dos o más carretes girando durante el proceso. Usando una grúa elevada, el carrete vacío se carga en dos "brazos primarios" situados por encima del tambor de enrollado. Cuando el rollo maestro alcanza su diámetro máximo, los brazos bajan el nuevo carrete para que entre en contacto con el tambor de la bobina y una máquina detrás del tambor pasa una cinta a través de la hoja de papel en movimiento, rasgándola rápidamente y pegando el papel entrante en el nuevo carrete. Luego, se baja a los "brazos secundarios", que guían constantemente el nuevo carrete lejos del tambor a medida que aumenta el diámetro del papel enrollado.
La dureza de los rollos debe verificarse, medirse y ajustarse en consecuencia para garantizar que esté dentro del rango aceptable para el producto.

### Sección de bobinado
Los carretes de papel enrollados al final del proceso de secado tienen el ancho total de la lámina procesada menos la contracción por secado. En la sección de bobinado, los carretes de papel se cortan en rollos más pequeños de un ancho y diámetro especificados por el pedido del cliente. Para lograr esto, el carrete se coloca en un soporte de desenrollado y las distancias entre las cortadoras (ruedas de corte afiladas) se ajustan a los anchos especificados para los pedidos. La bobinadora se hace funcionar hasta que se alcanza el diámetro de rollo deseado y los rollos se etiquetan según el tamaño y el orden en que se produjeron antes de enviarlos a destino o al almacén. Un carrete suele tener un diámetro suficiente para hacer dos o más juegos de bobinas de papel.

## Materiales
Los aceros inoxidables se utilizan mucho en la industria papelera por dos razones principales: para evitar la contaminación del producto con hierro; y por su resistencia a la corrosión que podrían causar los diversos productos químicos utilizados en el proceso de fabricación del papel. El acero inoxidable tipo 316 es un material común utilizado en las máquinas de papel.